# Pena de morte na Ucrânia
A pena de morte foi abolida na Ucrânia em 2000. Em 1995, a Ucrânia havia entrado no Conselho da Europa e, portanto (na época), foi obrigada a se comprometer a abolir a pena de morte. O Verkhovna Rada (parlamento da Ucrânia) introduziu emendas ao Código Penal em exercício em 2000, segundo o qual a “pena de morte” foi retirada da lista de punições oficiais da Ucrânia. A Ucrânia realizou sua última execução em 1997, de acordo com a Anistia Internacional.

## Panorama histórico
A pena de morte na Ucrânia existia logo após a queda do Império Russo em 1917. Entre as pessoas conhecidas que foram executadas pelas autoridades ucranianas estava Ivan Samosenko. Em 1920, a Ucrânia foi dividida principalmente entre a Segunda República Polonesa e a Rússia SFSR. 
Em 1995, a Ucrânia entrou no Conselho da Europa e uma das obrigações que tinha de assumir com esse ato era abolir a pena de morte. Poucas ações foram tomadas pelo Verkhovna Rada (parlamento da Ucrânia) até setembro de 1998, após pressão internacional do Conselho da Europa e da União Européia. (A pedido dos Deputados Populares da Ucrânia), o Tribunal Constitucional da Ucrânia julgou a pena de morte inconstitucional em dezembro de 1999. O Verkhovna Rada introduziu emendas ao Código Penal em ação em abril de 2000 que retirou a pena capital da lista de punições oficiais da Ucrânia (em paz e em tempos de guerra).
A Ucrânia foi o último estado membro do Conselho da Europa que fazia parte do Bloco Oriental a abolir a pena de morte.

## Reintrodução na República Popular de Donetsk
A República Popular de Donetsk, um estado não reconhecido, introduziu a pena de morte em 2014 por casos de traição, espionagem e assassinato de líderes políticos. Já havia acusações de execução extrajudicial.